# Выдры (Тверская область)
Выдры — деревня на западе Торопецкого района Тверской области. Входит в состав Кудрявцевского сельского поселения.

## История
Деревня впервые упоминается на топографической карте Фёдора Шуберта 1867—1901 годов. Имела 7 дворов.
На карте РККА 1923—1941 годов обозначена деревня Выдры. Имела 5 дворов.
В 1997 году в деревне находилось 23 хозяйства и проживало 67 человек. В Выдрах находилась администрация сельского округа, правление кооператива «Лужницкий», Дом Культуры, библиотека, медпункт, отделение связи, магазин.
В 1995—2005 годах деревня являлась административным центром Лужницкого сельского округа. С 2005 — в составе Кудрявцевского сельского поселения.

## География
Деревня расположена в 30 км (по автодороге — 45 км) к северо-западу от районного центра Торопец. С запада к Выдрам примыкают деревни Беляево и Вязы.

## Климат
Деревня, как и весь район, относится к умеренному поясу северного полушария и находится в области переходного климата от океанического к материковому. Лето с температурным режимом +15…+20 °С (днём +20…+25 °С), зима умеренно-морозная −10…−15 °С; при вторжении арктического воздуха до −30…-40 °С.
Среднегодовая скорость ветра 3,5—4,2 метра в секунду.

## Население
| 2010 |
| ---- |
| 30   |

Население по переписи 2002 года — 46 человек.
Национальный состав
Согласно результатам переписи 2002 года, в национальной структуре населения русские составляли 96 % от жителей.